# Latrina a fossa

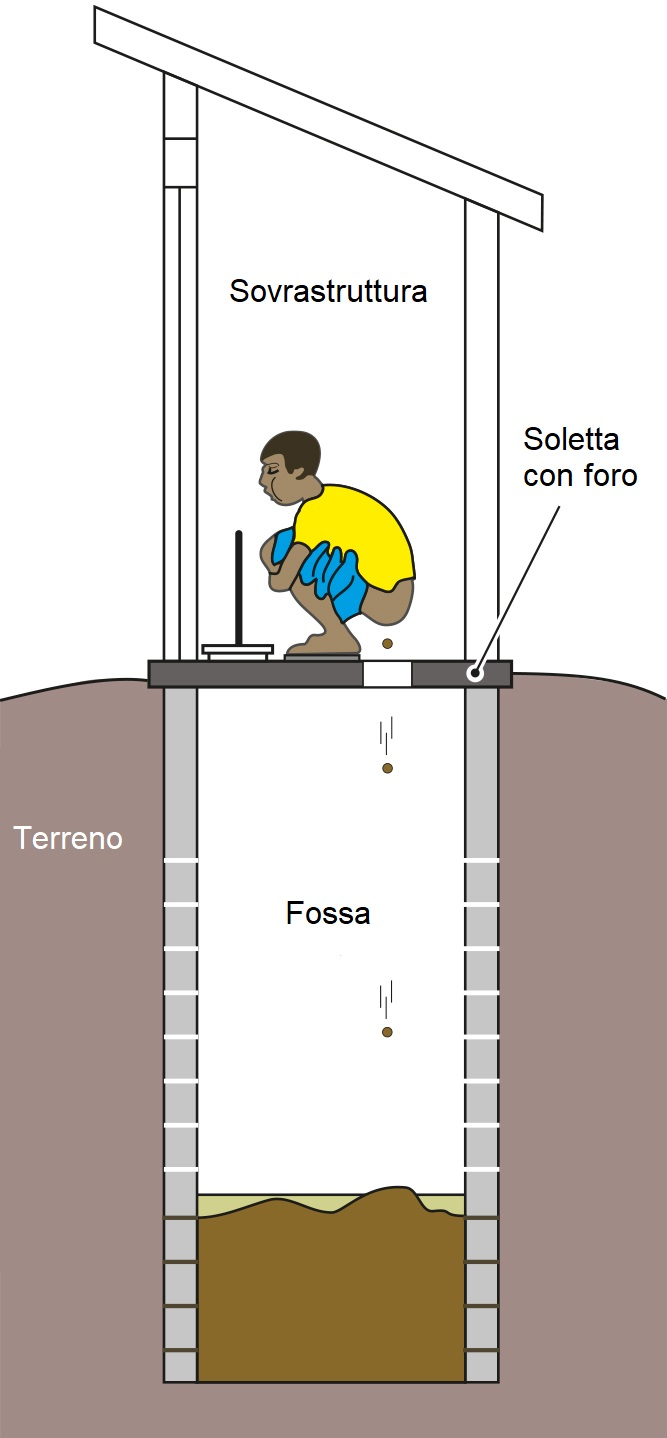
Illustrazione che spiega le caratteristiche di una latrina a fossa e il metodo per utilizzarla al meglio

Una latrina a fossa (in inglese pit latrine) è un tipo di latrina che raccoglie le feci umane in un semplice pozzo, buco o fossa nel terreno. È il metodo più rudimentale ed economico di stoccaggio degli escrementi ed è solitamente utilizzata senza l'ausilio di acqua. Esistono comunque delle varianti dotate di sifone, il quale provvede allo scarico delle feci con almeno 1-5 litri per utilizzo. Quando ben costruito e mantenuto, questo tipo di latrina può aiutare a ridurre la quantità di escrementi presente nell'ambiente causata dalla pratica della defecazione all'aperto, oltre a contrastare la trasmissione di microorganismi patogeni dalle feci al cibo attraverso le mosche. I patogeni sono la causa maggiore di diffusione di elmintiasi (infezioni intestinali e infestazioni da vermi) e di malattie diarroiche come la gastroenterite: quest'ultima nel 2011 rappresentava la causa di decesso di 170.000 bambini sotto i 5 anni in tutto il mondo.
Una latrina a fossa è costituita principalmente da tre parti: una fossa o un pozzo nel terreno, una soletta o una lastra con un foro per il passaggio degli escrementi, una sovrastruttura. La fossa misura solitamente almeno 3 metri di profondità e 1 metro di diametro. L'Organizzazione mondiale della sanità raccomanda che la latrina sia costruita a una distanza ragionevole dall'abitazione in modo da garantire un facile accesso, ma la stessa dove trovarsi a una distanza tale da evitare possibili inconvenienti legati ai cattivi odori. La distanza tra la toilette ed eventuali fonti d'acqua in superficie deve essere quanto più grande possibile affinché si riduca il rischio di inquinamento. Il foro per il passaggio delle escrezioni non deve misurare più di 25 centimetri di diametro per evitare che i bambini possano cadere all'interno del pozzo, e lo stesso dovrebbe essere coperto in caso di non utilizzo. Inoltre l'interno della cabina dovrebbe essere mantenuto al buio per ridurre l'appressarsi di mosche e altri insetti. Una volta piena, la fossa deve essere riempita con della terra e la latrina abbandonata in favore di una nuova costruita nelle vicinanze, se lo spazio circostante lo consente.
A una semplice latrina a fossa possono essere aggiunte diverse migliorie tra le quali l'installazione di un condotto di ventilazione che permetta il passaggio dell'aria dalla fossa fino al di sopra della struttura. Tale miglioria può contribuire a ottimizzare la circolazione dell'aria, a diminuire la maleodoranza, oltre a negare l'accesso alle mosche, soprattutto nel caso in cui l'uscita del condotto sia coperto con un filtro (solitamente in fibra di vetro). In questo tipo di toilette è necessario che il foro nella soletta non venga coperto in modo da garantire la regolare circolazione dell'aria. Altri possibili miglioramenti consistono nell'aggiunta di blocchi in cemento o mattoni nella parte superiore della fossa per migliorarne stabilità e resistenza.
Secondo una stima riferita al 2013 le latrine a fossa sono utilizzate da 1,77 miliardi di persone nel mondo, e sono diffuse sia nei Paesi in via di sviluppo che in aree rurali e regioni selvagge. Nel 2011 circa 2 miliardi e mezzo di persone non avevano accesso adeguato ai servizi igienici e di queste un miliardo doveva ricorrere alla defecazione all'aperto nelle vicinanze delle loro abitazioni. In particolare Asia meridionale e Africa subsahariana condividevano il primato di regione geografica con il peggiore accesso ai servizi igienici. Nei Paesi in via di sviluppo il costo di costruzione di una latrina a fossa varia dai 25 ai 60 dollari, ai quali va aggiunto un costo di manutenzione che può variare dai 1,5 ai 4 dollari a persona all'anno.

## Caratteristiche

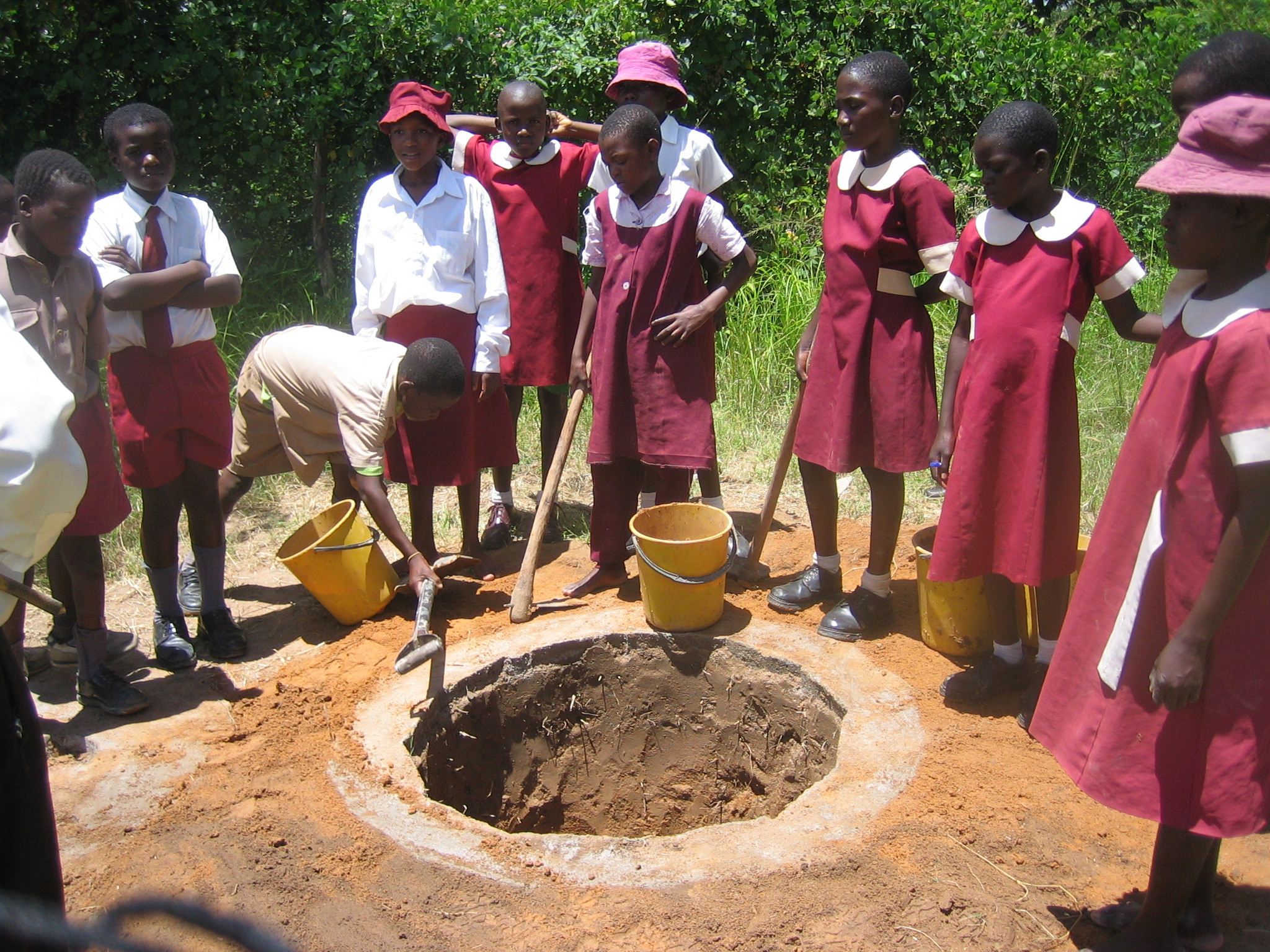
Studenti di una scuola dello Zimbabwe scavano un pozzo che verrà poi utilizzato per la latrina a fossa

Una latrina a fossa è costituita principalmente da tre componenti: una fossa o un pozzo scavato nel terreno, una soletta o una lastra con un foro per il passaggio degli escrementi, e una sovrastruttura. La fossa può essere di forma quadrata, rettangolare o circolare e misura solitamente almeno 3 metri di profondità e 1 metro di lato o di diametro. La soletta può essere di cemento armato oppure di legno imputrescibile (solitamente coperto con uno strato di fango e malta cementizia) e ha la doppia funzione di sostenere il peso dell'utente e di coprire il pozzo, ma deve anche consentire il drenaggio dell'urina e dell'acqua utilizzata per la sua pulizia. L'utente si posiziona sopra di essa assumendo la postura seduta o accosciata, rilasciando le escrezioni attraverso un foro che permette a queste di cadere nella fossa. Il foro per il passaggio delle escrezioni non deve misurare più di 25 centimetri di diametro per evitare che i bambini possano cadere all'interno della fossa, e lo stesso dovrebbe essere coperto in caso di non utilizzo. Per ridurre il diffondersi dei cattivi odori causati dalle escrezioni, è possibile coprirle con della cenere o della segatura.

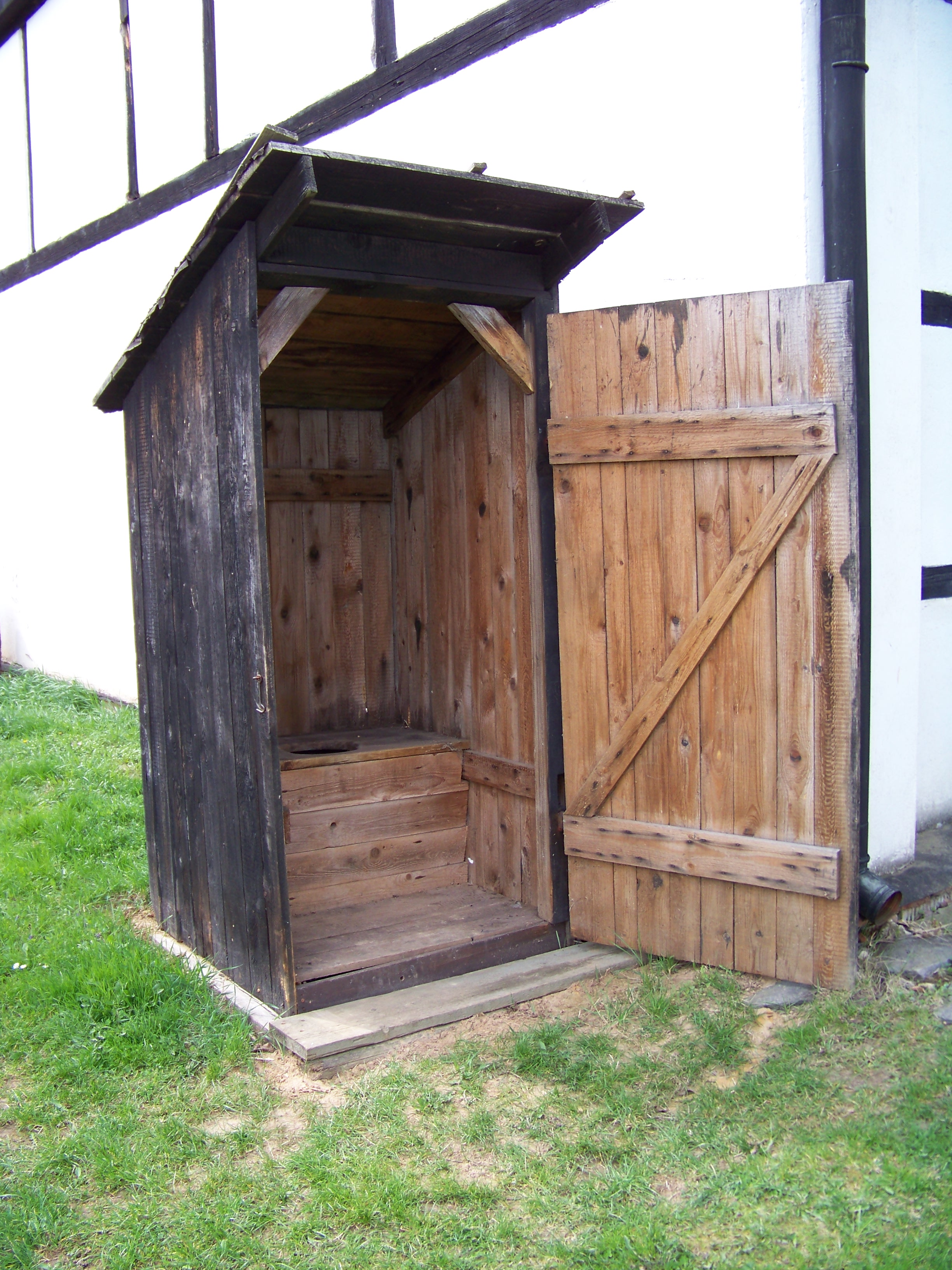
Esempio di sovrastruttura di una latrina a fossa in Repubblica Ceca

Per la cementazione e la stabilizzazione della fossa o del pozzo è possibile utilizzare vari materiali, quali blocchi di cemento, mattoni, pietra e legno imputrescibile. A Dar es Salaam (Tanzania) le fosse delle latrine più costose sono solitamente rivestite con lastre di cemento, mentre in quelle più economiche vengono utilizzati fusti di plastica o pile di pneumatici. Qualunque sia il materiale, questo andrebbe utilizzato solo negli ultimi 0,5 metri della parte superiore della fossa, per consentire alla parte liquida degli escrementi di percolare nel terreno. La base della fossa inoltre funge da fondamenta su cui poggiare la soletta in modo che questa risulti sollevata almeno 100-150 millimetri dal livello del terreno circostante, al fine di proteggere la fossa da eventuali inondazioni.
Sopra la fossa viene costruita una cabina, un capanno o qualunque altro tipo di struttura che possa offrire riparo dalle intemperie e allo stesso tempo garantire un minimo di privacy all'utente della toilette. All'interno dovrebbero essere presenti degli accessori per l'igiene personale, mentre quelle delle latrine a fossa dotate di sifone dovrebbero avere al suo interno una bacinella con la quantità d'acqua necessaria a spingere il materiale di escrezione all'interno della fossa o, in caso di modelli più avanzati, in eventuali fosse settiche costruite nelle vicinanze. Inoltre l'interno della sovrastruttura dovrebbe essere mantenuto all'oscurità per allontanare le mosche.

## Ubicazione della latrina
L'Organizzazione mondiale della sanità raccomanda che la latrina sia costruita a una distanza ragionevole dall'abitazione in modo da garantire un facile accesso, ma la stessa deve trovarsi a una distanza tale da evitare possibili inconvenienti legati alla maleodoranza. La distanza tra la toilette ed eventuali fonti d'acqua in superficie dovrebbe essere, in linea di massima, di almeno 15-30 metri affinché non ci sia rischio di inquinamento. Può capitare infatti che le dispersioni di percolati dalla fossa della latrina passino attraverso lo strato di suolo insaturo raggiungendo la falda acquifera collegata a un pozzo idrico. Durante questo passaggio la maggior parte dei patogeni muore o viene assorbita dal sottosuolo, ma molto dipende dal tempo che essi impiegano a raggiungere la fonte d'acqua in superficie: solitamente quasi tutti i patogeni muoiono nei primi cinquanta giorni di viaggio dalla latrina alla superficie.

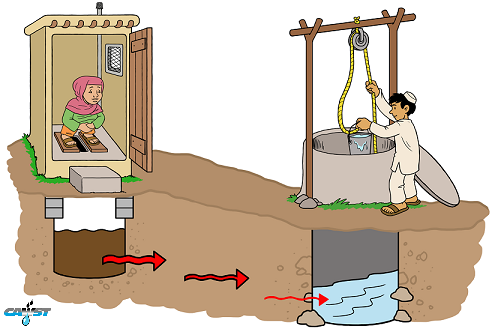
Un errore comune nell'ubicazione di una latrina a fossa è costruire quest'ultima nelle vicinanze di una fonte d'acqua potabile in superficie

Il numero di patogeni può comunque variare notevolmente a seconda della tipologia del terreno e della falda acquifera, ma anche in base alla distanza e ad altri fattori ambientali. Per questa ragione non è possibile determinare con esattezza la distanza di sicurezza minima tra una latrina a fossa e una fonte d'acqua in superficie — un problema che è possibile riscontrare anche nel caso delle fosse settiche. Per esempio anche una distanza laterale di 50 metri potrebbe non essere sufficiente in terreni di tipo carsico, mentre 10 metri sono pienamente sufficienti se nel terreno vi è uno strato di copertura di argilla ben sviluppato e lo spazio anulare del pozzo sotterraneo è ben sigillato. Un esempio è dato dalle zone periurbane della città di Lusaka, capitale dello Zambia, che presentano un terreno altamente carsificato e per tale ragione (insieme all'aumento della densità abitativa in queste zone periurbane) l'inquinamento dei pozzi idrici causato dalle latrine a fossa rappresenta uno dei maggiori problemi di salute pubblica della città. Inoltre, benché esistano delle dettagliate guide generali che offrono delle stime sulla distanza da mantenere a seconda dei casi, queste non vengono quasi mai rispettate. Ciò comporta molto spesso l'inquinamento delle acque sotterranee e l'avvelenamento di coloro che utilizzano la falda come fonte di acqua potabile.
Se le condizioni idrogeologiche del terreno (le quali possono cambiare notevolmente in uno spazio di pochi chilometri quadrati) vengono ignorate, le latrine a fossa possono comportare significativi rischi per la salute pubblica attraverso l'inquinamento delle acque sotterranee. Oltre al problema dei patogeni vi è anche la possibilità di inquinamento da nitrati, che ha portato a diversi casi di sindrome del bambino blu nelle zone rurali di Paesi quali Bulgaria e Romania.
Le latrine a fossa sono diffuse anche in luoghi dove la loro edificazione è fortemente sconsigliata, tra questi:
- Luoghi in cui si verificano frequenti inondazioni, con conseguente inadoperabilità dei sistemi igienici e contaminazione delle risorse idriche
- Luoghi con condizioni del suolo sfavorevoli (ad esempio terreno instabile o roccioso con un alto livello della tavola d'acqua) che rendono la manutenzione della fossa difficile e costosa
- Luoghi in cui le acque sotterranee sono la prima fonte d'acqua potabile ed è molto probabile che esse vengano contaminate dalla presenza delle latrine (per esempio in insediamenti con alta densità abitativa o sfavorevoli condizioni idrogeologiche)
- Luoghi in cui è disponibile poco spazio per la costruzione di nuove latrine se quelle precedentemente utilizzate non vengono svuotate
- Luoghi in cui è preferibile la costruzione di toilette al coperto in modo che queste possano garantire maggiore comfort e sicurezza, rendendole di conseguenza più accessibili per tutti

Nel caso di luoghi in cui le latrine a fossa risultino inadatte per i motivi elencati sopra, dovrebbe essere considerata l'installazione di altri tipi di toilette, come per esempio la latrina a secco con separazione dell'urina (UDDT).

## Varianti della latrina a fossa

### Latrina ventilata a una fossa

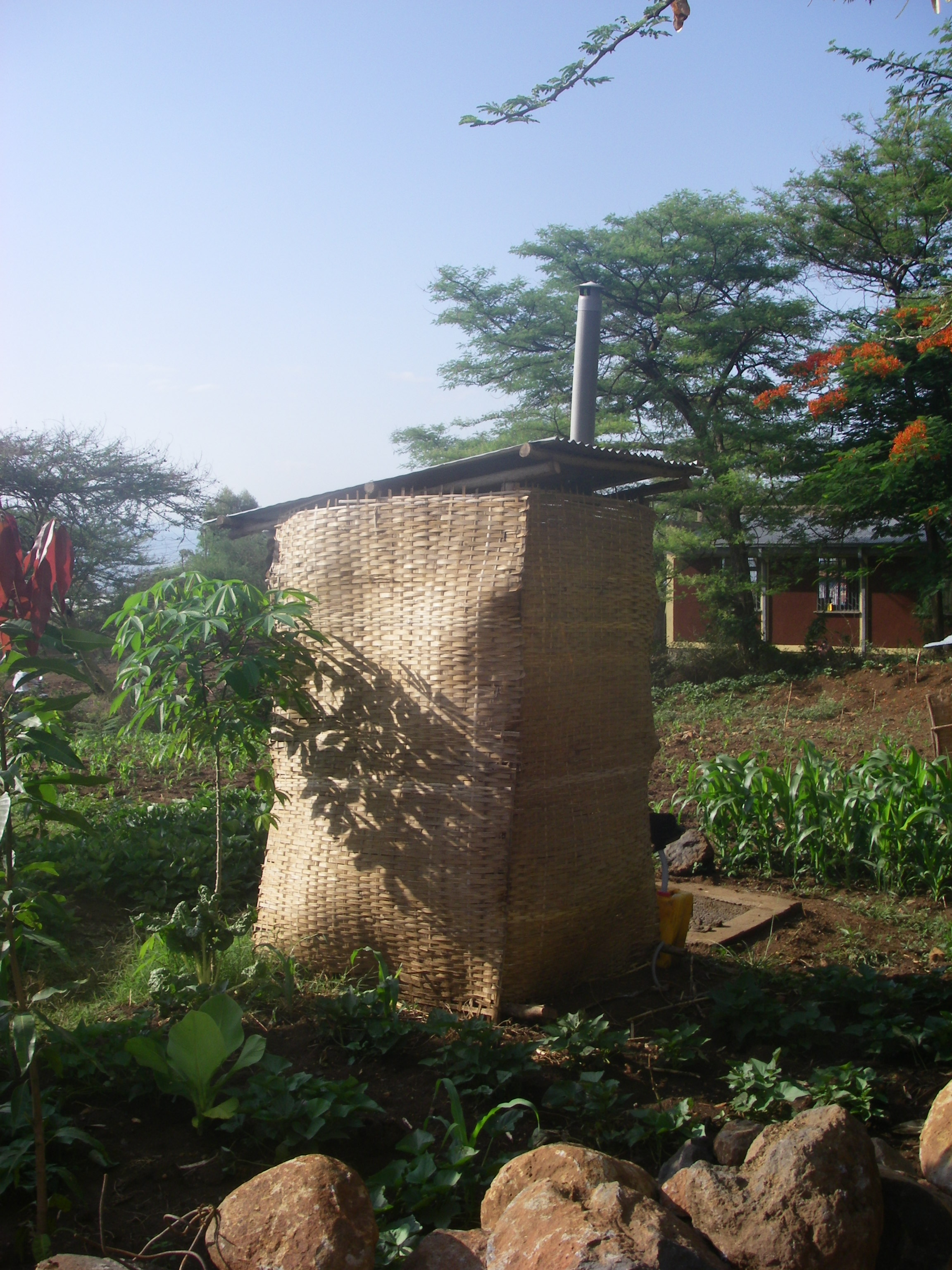
Esempio di latrina ventilata ad Arba Minch, Etiopia

La latrina ventilata a una fossa (in inglese ventilated improved pit latrine o VIP) possiede lo stesso principio della comune latrina a fossa, con la differenza sostanziale dell'aggiunta di un condotto di ventilazione che permette il passaggio dell'aria dalla fossa fino al di sopra della sovrastruttura. Tale miglioria può contribuire a ottimizzare la circolazione dell'aria, a diminuire la maleodoranza, oltre a negare l'accesso alle mosche, soprattutto nel caso in cui l'uscita del condotto sia coperto da un filtro (solitamente in fibra di vetro). La latrina dovrebbe essere costruita lontana da palazzi alti o da alberi in modo che la ventilazione non venga compromessa, mentre il foro nella soletta non dovrebbe essere coperto poiché ciò potrebbe ostacolare la regolare circolazione dell'aria. Inoltre, per garantire il ricambio dell'aria all'interno della latrina ci deve essere un'adeguata ventilazione della sovrastruttura. Ciò si ottiene ricavando delle aperture da sopra e sotto la porta o costruendo una parete a spirale senza porta.
Il materiale più comune utilizzato per la realizzazione del condotto è il PVC, ma possono essere utilizzati anche altri materiali quali bambù, fibrocemento o mattoni. Il condotto dovrebbe misurare almeno 100 millimetri di diametro ed elevarsi di almeno mezzo metro al di sopra del tetto della sovrastruttura.

### Latrina a fossa con sifone

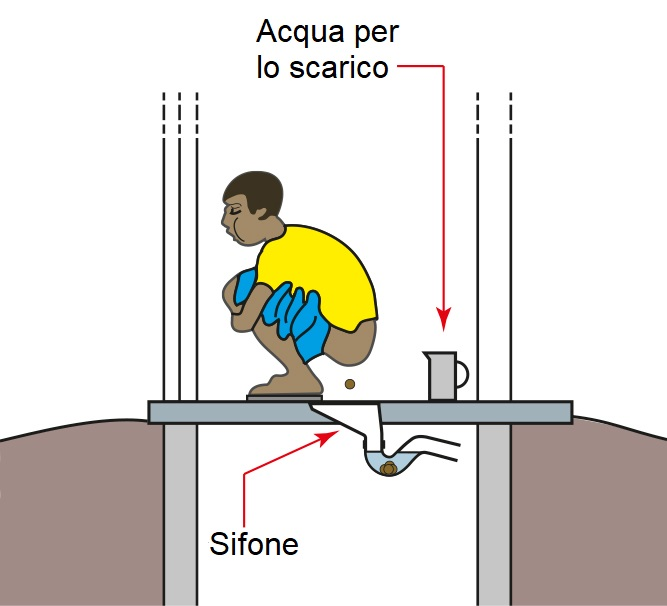
Illustrazione che mostra il metodo di funzionamento di una latrina a fossa con sifone

Nelle latrina a fossa con sifone (in inglese pour-flush pit latrine) si utilizza una toilette alla turca collegata a un sifone che spinge le escrezioni in direzione di una o due fosse. Pertanto queste toilette richiedono la presenza nelle vicinanze di una quantità d'acqua sufficiente per lo scarico, solitamente compresa tra gli 1 e i 5 litri per utilizzo. Questo tipo di toilette non ha il problema della diffusione dei cattivi odori e delle mosche, e complessivamente è molto più igienica e piacevole da utilizzare rispetto alla semplice latrina a fossa.
Nel sistema a doppia fossa viene spesso utilizzato un tubo in PVC che collega il sifone a un dispositivo di diversificazione che dirige lo scarico in una delle due fosse. Questo sistema permette di utilizzare le due fosse alternativamente: quando la prima fossa è piena, essa dovrebbe essere lasciata riposare per almeno 12-18 mesi, affinché i patogeni contenuti all'interno muoiano. Dopo di che il contenuto può essere riutilizzato in tutta sicurezza come fertilizzante organico. È possibile infine migliorare la qualità della latrina utilizzando delle fosse biologiche invece che delle comuni fosse.

## Manutenzione

### Spurgamento della fossa

Spurgamento manuale di una latrina a fossa a Durban, in Sudafrica

Una volta che la fossa della latrina è piena, questa non può più essere utilizzata. Il tempo impiegato da una fossa a riempirsi dipende dalla sua capacità, dal numero degli utenti ma anche dalla permeabilità del suolo e dal livello delle acque sotterranee. L'inserimento di oggetti estranei utilizzati per l'igiene intima che spesso possiedono diversi gradi di biodegradabilità rappresenta un'altra variabile nel tempo impiegato da una fossa a riempirsi. Comunque, una latrina con una fossa che può contenere 2-3 metri cubi di feci, utilizzata in media da 4-12 persone, impiega generalmente dai cinque ai dieci anni per riempirsi. A quel punto viene ricoperta con della terra e abbandonata in favore di una nuova latrina costruita nelle vicinanze, se lo spazio circostante lo consente. In alcuni casi è possibile riutilizzare alcune parti (per esempio la soletta e la sovrastruttura) della vecchia latrina nella costruzione di quella nuova per ridurre i costi. Per quanto riguarda le latrine a fossa costruite in zone densamente popolate, è più probabile che queste vengano svuotate cosicché possano continuare a essere utilizzate nella stessa posizione. Lo spurgamento può essere eseguito manualmente con guanti e secchio, o con l'ausilio di pompe e autocisterne. Quest'ultimo metodo minimizza il contatto umano con il contenuto delle latrine, riducendo di conseguenza il pericolo di trasmissioni di malattie e dei cattivi odori, ma si rivela inefficace se la consistenza delle escrezioni è troppo asciutta e secca.

### Gestione dei fanghi fecali
I fanghi fecali, quando non sepolti in loco, possono essere trasferiti in un impianto di trattamento delle acque reflue o in un altro punto per lo stoccaggio, lo smaltimento o il trattamento. Nei Paesi sviluppati vi sono numerose aziende autorizzate specializzate nel trasporto di questa tipologia di rifiuti che forniscono tale servizio alle aree in cui ve n'è la necessità, mentre nei Paesi in via di sviluppo tali servizi non sono ben regolati e sono spesso svolti da lavoratori amatoriali non specializzati, non qualificati e in condizioni di scarsa sicurezza.
Quando gestiti e trattati correttamente fino a raggiungere un elevato numero di patogeni uccisi, i fanghi fecali da latrine possono essere utilizzati come fertilizzante per la loro alta concentrazione di azoto, fosforo e sostanze organiche. Tuttavia, è difficile garantire che ciò avvenga in modo sicuro. Il numero di uova di elminti vitali è solitamente usato come indicatore patogeno in modo da ottenere un resoconto circa il carico patogeno in un campione di fanghi fecali, in quanto queste uova di elminti sono molto persistenti ai metodi di trattamento in uso.

### Uso di additivi
Alcune compagnie mettono in vendita dei prodotti la cui funzione dovrebbe essere quella di ridurre il volume delle feci nella latrina, ovviando così al problema degli odori e delle mosche. Sono commercializzati come additivi per toilette e molti di essi si basano sul concetto dei microrganismi effettivi. L'intenzione è quella di sfruttare specifici ceppi di microbi per favorire il processo di decomposizione, ma la loro reale efficacia è tuttora motivo di dibattito. In alternativa, cenere, foglie, terra, compost e segatura possono essere utilizzati per ricoprire le feci e ridurre l'odore in caso di latrine prive di sifone.

## Vantaggi e svantaggi nell'utilizzo
Tra i vantaggi portati dall'utilizzo della latrina a fossa vi sono:
- Può essere costruita e riparata utilizzando materiali disponibili in loco
- Costi capitali bassi ma variabili a seconda dei materiali e della profondità della fossa
- Non sono necessari grandi spazi per la sua costruzione

Tra gli svantaggi vi sono:
- Mosche e cattivi odori
- La latrina si trova all'esterno con possibile rischi per la sicurezza degli utenti che vivono in situazioni ambientali complicate
- Possibile contaminazione da patogeni e nitrati delle acque del sottosuolo
- I costi di manutenzione possono essere elevati se comparati ai costi capitali
- Lo spurgamento delle latrine è spesso eseguito in maniera non sicura per la salute
- I fanghi fecali derivati dallo spurgamento devono essere adeguatamente trattati e/o smaltiti

## Aspetti economici
Nei Paesi in via di sviluppo il costo di costruzione di una latrina a fossa varia dai 25 ai 60 dollari statunitensi. La forbice è abbastanza ampia in quanto i costi possono aumentare o diminuire a seconda del tipo di terreno in cui la latrina viene edificata, dalla profondità e dal tipo di rinforzamento della fossa, dal tipo di sovrastruttura, dal tipo di toilette, dal costo del lavoro o dal costo dei materiali (in particolare il prezzo del cemento può variare di molto da un Paese a un altro). A questo va aggiunto un costo di manutenzione che può variare dagli 1,5 ai 4 dollari a persona all'anno.
Oltre ai costi di costruzione e manutenzione andrebbe considerato altresì l'intero costo del ciclo di vita, in quanto il regolare svuotamento o ricostruzione delle latrine può gravare considerevolmente sulle spese a lungo termine di una singola famiglia.

## Aspetti culturali

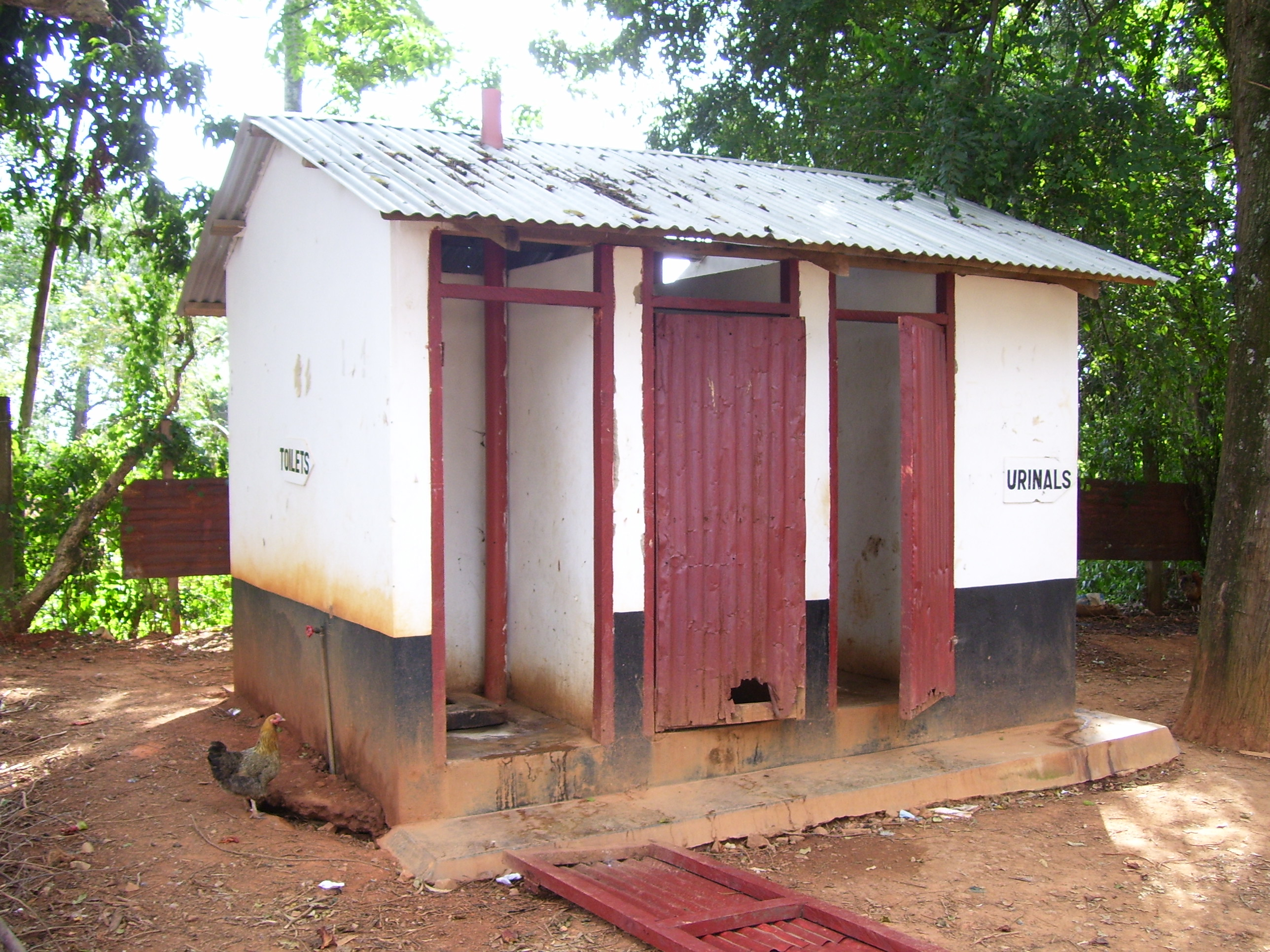
Latrine a fossa trascurate in una scuola maschile della provincia di Nyanza, Kenya

Secondo una stima riferita al 2013 le latrine a fossa sono utilizzate da 1,77 miliardi di persone nel mondo, e sono diffuse sia nei Paesi in via di sviluppo che in aree rurali e regioni selvagge. Esse possono rappresentare sia un'esperienza piacevole che spiacevole, a seconda dei casi. I problemi più frequenti si verificano quando la latrine sono condivise da un grande numero di persone, non vengono pulite quotidianamente o non vengono spurgate quando la fossa è piena. In questi casi, la presenza di mosche e maleodoranza può rappresentare un grande fastidio. Inoltre le latrine a fossa sono solitamente dei posti bui difficili da mantenere puliti, e la mancanza di postazioni dove lavare le mani può contribuire a peggiorare questa situazione. Nei Paesi in via di sviluppo in cui non vi è l'abitudine a condividere la toilette, l'utilizzo della latrina a fossa può rappresentare un'esperienza disagievole, soprattutto nei Paesi in cui la defecazione all'aperto riveste ancora una grande importanza culturale.
Nel 2011 circa 2 miliardi e mezzo di persone non avevano accesso adeguato ai servizi igienici e di queste un miliardo doveva ricorrere alla defecazione all'aperto nelle vicinanze delle loro abitazioni. In particolare Asia meridionale e Africa subsahariana condividevano il primato di regione geografica con il peggiore accesso ai servizi igienici. Pertanto le latrine a fossa sono spesso promosse dalle agenzie governative e non governative come soluzione veloce e a basso costo nelle aree rurali (anche in zone dove altri tipi di toilette, come la latrina a secco, sarebbero più opportune per via, ad esempio, dell'alto livello delle acque sotterranee). Nella zona rurale dello Stato di Haryana (India) gli slogan No toilet, no bride ("Niente toilette, niente sposa") o No loo, no «I do» ("Niente toilette, niente «sì, lo voglio»") vengono usati per promuovere l'uso delle toilette (solitamente latrine a fossa con sifone) incoraggiando le donne a rifiutare di sposarsi con uomini che non ne possiedono una propria.